# Physiphora sericea
Physiphora sericea är en tvåvingeart som först beskrevs av Friedrich Georg Hendel 1913.  Physiphora sericea ingår i släktet Physiphora och familjen fläckflugor.
Artens utbredningsområde är Etiopien. Inga underarter finns listade i Catalogue of Life.